# Clytocerus zonzae
Clytocerus zonzae är en tvåvingeart som beskrevs av Wagner 1993. Clytocerus zonzae ingår i släktet Clytocerus och familjen fjärilsmyggor. Inga underarter finns listade i Catalogue of Life.